# CO-201
La carretera CO-201 es una carretera que une la carretera  N-4  con la Estación de Los Cansinos en Alcolea. Mide 2,72 km.